# Хаос и творчество на Эбби-Роуд
Chaos and Creation at Abbey Road (с англ. — «Хаос и творчество на Эбби-Роуд») — музыкальный фильм, запечатлевший выступление Пола Маккартни 28 июля 2005 в студийном комплексе «Эбби Роуд», в студии № 2 (англ. Studio 2), где, в частности, в 1960-х были сделаны многие записи группы The Beatles.
Шоу Chaos and Creation at Abbey Road задумывалось как рекламная акция в поддержку вскоре выпускаемого альбома Маккартни Chaos and Creation in the Backyard (выпущен 12 сентября 2005). Поскольку публикой были близкие друзья и знакомые Маккартни, а также избранные поклонники, концерт носил непринужденный характер и был заполнен монологами и шутками Маккартни и фрагментами песен.
Маккартни играет на левосторонней и правосторонней гитарах, барабанах, фисгармонии, контрабасе, меллотроне — и даже на бокалах для вина, показывая, как создавались звуки для песни «Band on the Run», записанной группой Wings. Он также показывает изменённую трактовку битловской песни «Lady Madonna», которую называет «старая леди в новых одеждах» (англ. Old Lady in New Clothes), в медленном темпе и свингуя мелодию песни.
Контрабасом, на котором Маккартни играет, исполняя фрагмент из песни Элвиса Пресли «Heartbreak Hotel», ранее владел и играл на нём Билл Блэк, контрабасист аккомпанирующей группы Пресли, умерший в 1965.
В выступлении также принимает участие продюсер Найджел Годрич — в том числе в финале концерта помогая Маккартни совместно со зрителями записать (именно так, как записывают на студии — по отдельным инструментам: сначала барабаны, затем остальное, в конце вокал) некую «стандартно рок-н-ролльную» композицию (зрители участвуют, хлопая в ладоши, ударяя в различные перкуссионные инструменты и подпевая).

## Список композиций
Автор всех песен Пол Маккартни, кроме указанных особо.
- «Friends to Go»
- «How Kind of You»
- «Band on the Run»
- «In Spite of All the Danger» (Маккартни/Харрисон)
- «Twenty Flight Rock» (Кокран)
- «Lady Madonna» (Леннон — Маккартни)
- «English Tea»
- «Heartbreak Hotel» (Durden/Axton/Пресли)
- «Jenny Wren»
- «I've Got a Feeling» (Леннон — Маккартни)
- «Blackbird» (Леннон — Маккартни)
- «Blue Suede Shoes» (Перкинс)